# Domenico De Giorgio
Domenico De Giorgio (Oppido Mamertina, 23 marzo 1908 – Reggio Calabria, 5 marzo 2003) è stato uno storico italiano.

## Biografia
Nacque ad Oppido Mamertina il 23 marzo 1908 da Pietro e Annunziata Priolo. Giovanissimo si trasferì nella Città della Fata Morgana per completare il corso degli studi. Dopo aver conseguito la laurea in "Filosofia", presso l'Università di Messina, con il Prof. Ugo Spirito, si dedicò all'insegnamento.
Dal 1946 al 1958 fu docente di "Storia e Filosofia" presso il Liceo Classico "Tommaso Campanella". Nel 1958, superato l'apposito concorso, divenne Preside dell'Istituto Magistrale "Gabriele D'Annunzio" di Reggio Calabria. Negli anni successivi diresse anche altri due Istituti della provincia reggina: prima il Liceo Classico di Cittanova nel biennio 1959-1960; successivamente il Liceo Classico di Palmi dal 1960 al 1963.
Concluse la sua carriera di Preside presso il Liceo Classico "La Farina" di Messina, dove operò dal 1964 al 1978. Nella stessa Città dello Stretto ebbe diversi incarichi all'Università, essendo peraltro libero docente di "Storia del Risorgimento", presso le "Facoltà di Economia e Commercio", di "Giurisprudenza" e di "Scienze Politiche". In quest'ultima Facoltà fu titolare della cattedra di "Storia dei Movimenti e dei Partiti Politici" fino al suo collocamento a riposo per raggiunti limiti d'età.
Per moltissimi anni presiedette il Comitato Provinciale di Reggio Calabria dell'Istituto del Risorgimento. Fu, sul finire degli anni Sessanta del secolo scorso, anche presidente della Deputazione di Storia Patria per la Calabria, succedendo al suo Maestro Ernesto Pontieri.
Nel 1957 curò la pubblicazione dei quattro volumi, editi dalla Voce di Calabria, della Storia di Reggio di Calabria: dai tempi primitivi al 1908. Ai primi due volumi di Domenico Spanò Bolani, aggiunse l'inedita Cronistoria di Carlo Guarna-Logoteta (il cui manoscritto è conservato presso la Biblioteca "Pietro De Nava" di Reggio Calabria) e l'appendice fino al 1908, scritta dallo stesso De Giorgio. Fu anche autore di numerosi lavori storici (soprattutto relativi al periodo risorgimentale) e filosofici.
Nel 1946 fondò e diresse il giornale politico L'Azione di Reggio Calabria. Qualche tempo dopo - assieme a Domenico Scoleri, Fortunato Brancatisano, Domenico Antonio Cardone, Rodolfo De Stefano ed altri intellettuali meridionali - contribuì ad istituire la Società Filosofica Calabrese, che ebbe una discreta incidenza negli ambienti culturali reggini tra gli "anni '50 e '60".
Nel febbraio del 1948 decise di fondare la Rivista Historica: periodico di cultura con cadenza bimestrale. Inizialmente, la pubblicazione aveva una tiratura di 1 000 copie, in gran parte vendute. Nell'ultimo scorcio del secolo scorso la periodicità divenne trimestrale.
Il primo e più stretto collaboratore del neo-direttore di Historica fu il filosofo Domenico Scoleri (nativo di Gerace, in provincia di Reggio Calabria), che ricoprì l'incarico di condirettore sino alla sua prematura scomparsa. Ma tantissime furono le personalità della cultura italiana che, a vario titolo, offrirono un valido contributo, nel corso di oltre mezzo secolo, per la diffusione ed il successo della Rivista Historica. Tra essi sono da ricordare i filosofi: Adelchi Attisani, Cleto Carbonara, Domenico Antonio Cardone, Girolamo Cotroneo, Rodolfo de Stefano, Augusto Guzzo, Gianfranco Morra, Aldo Siciliano, Ugo Spirito, Cesare Valenti e tanti altri. Mentre tra gli storici e critici letterari possiamo citare: Pasquale Amato, Franco Arillotta, Rosario Battaglia, Pietro Borzomati, Ettore Bruni, Giuseppe Buttà, Umberto Caldora, Gaetano Cingari, Giuseppe Caridi, Domenico Coppola, Ferdinando Cordova, Domenico da Empoli (economista),  Michela D'Angelo, Armando Dito, Italo Falcomatà, Nicola Ferrante, Francesca Laganà, Rocco Liberti, Franz von Lobstein, Maria Mariotti, Giuseppe Masi,  Franco Mosino, Carlo Nardi, Antonio F. Parisi, Massimiliano Pezzi, Giuseppe Pignataro, Antonio Piromalli, Gaetano Pitarresi, p. Francesco Raffaele, Domenico Romeo, Gaetanina Sicari Ruffo, Santo Rullo, p. Francesco Russo, Gustavo Valente, Agazio Trombetta, Carmelo Turano, Pasquale Tuscano, Rosario Villari, Domenico Zangari e moltissimi altri ancora.
Inizialmente su Historica furono pubblicati lavori storici, letterari e filosofici di respiro nazionale. Negli anni più recenti la Rivista ha privilegiato gli studi meridionali e soprattutto tematiche calabresi. La ricerca storica è stata la base di tanti lavori pubblicati - come soleva ripetere il Prof. De Giorgio - <<senza acqua bollita e senza scoperte sensazionali>>, lasciando tuttavia da ogni collaboratore la possibilità di esprimersi liberamente secondo i propri principi, le proprie idee, i propri studi.
Nel Novembre del 2002, circa quattro mesi dalla sua morte, lo storico De Giorgio ha voluto donare (con atto per notar Maria Federico del 14/11/2002, rep. 53503), all'Amministrazione Comunale di Reggio Calabria, la Rivista trimestrale di Cultura Historica, con l'impegno della continuità della linea culturale e scientifica, seguendo sempre le linee programmatiche delineate dal fondatore sin dal primo numero del febbraio 1948, in cui si legge:
"Historica, che intende la realtà come storia e la civiltà come integrale umanesimo, non è legata ad alcuna confessione religiosa, né ad alcuna ideologia politica. Vuole portare il suo contributo ad una cultura viva, umana, senza pregiudizi e senza posizioni ferme e fisse. È per una libera critica, per gli studi seri e sereni, per le discussioni, per i dibattiti sulle idee che possano orientare, chiarire, stimolare al lavoro e alla riflessione, senza polemichette astiose sugli individui. La rivista, pur nella sua mole modesta, è aperta a tutti coloro che hanno qualcosa di nuovo da dire, a tutti coloro che lavorano e pensano".
Queste erano le raccomandazioni che soleva fare spesso ai suoi collaboratori. Certamente per questi principi - anche grazie all'indipendenza ed alla perseveranza del suo Fondatore e Direttore - Historica è rimasta una Rivista di cultura con caratteristiche rigorosamente scientifiche. Lo attestano i lavori pubblicati (storici, filosofici e letterari) sempre di alto profilo. Tant'è che la Rivista è stata sempre apprezzata sia da singoli abbonati e sia dalle biblioteche universitarie italiane e straniere. Al successo, probabilmente, avrà contribuito il giudizio, unanimemente espresso, che "Historica" è stata "fucina di storici e filosofi" calabresi e non.
La sua ricca ed importante collezione libraria è stata donata alla locale struttura bibliotecaria comunale. I libri sono stati sistemati e collocati, assieme all'intera raccolta della "Rivista Historica" (dal 1948 fino al 2003), in un'apposita sala intitolata al "Prof. Domenico De Giorgio", all'interno della Biblioteca Comunale "Pietro De Nava".
È deceduto a Reggio Calabria il 5 marzo del 2003.

## Premi
- Anno 2000: Premio "San Giorgio", assegnato dall'«Associazione Culturale Anassilaos»
- Anno 2004: Premio "G. Calogero" (alla memoria)
- Anno 2006: "Premio San Giorgino d'oro", dall'Amministrazione Comunale di Reggio Calabria (alla memoria)

## Opere
- Primule: poesie, Lecce, G. Cafaro, 1935;
- Benedetto Musolino e il Risorgimento in Calabria, Reggio Calabria, Ed. Historica, 1953;
- Aspetti dei moti del 1847 e del 1848 in Calabria, Reggio Calabria, Ed. Historica, 1955;
- Domenico Spanò Bolani e la sua Storia di Reggio, in Domenico Spanò Bolani, Storia di Reggio di Calabria da' tempi primitivi sino all'anno di Cristo 1797, con note e bibliografia di Domenico De Giorgio, Reggio Cal., Stab. Tip. "La Voce di Calabria", vol. I e II, s.d.,(ma 1957);
- Carlo Guarna-Logoteta e la sua "Cronistoria", in Carlo-Guarna Logoteta, Cronistoria di Reggio di Calabria dal 1797 al 1847, con note e bibliografia di Domenico De Giorgio, Reggio Cal., Stab. Tip. "La Voce di Calabria", vol. III, s.d. (ma 1958);
- Reggio Calabria dal 1860 al 1908, in Carlo Guarna-Logoteta,Cronistoria di Reggio di Calabria, con note e bibliografia di Domenico De Giorgio, vol. IV, Reggio Calabria, Stab. Tip. "La Voce di Calabria", s.d. (ma 1960);
- Figure e momenti del Risorgimento in Calabria dopo l'Unità, Messina, Peloritana, 1971;
- Classi sociali e partiti politici in Calabria dopo l'Unità, in Aspetti e Problemi della Società Calabrese nell'età contemporanea. Atti del I Convegno di Studi. Reggio Calabria 1-4 novembre 1975, Reggio Calabria, E.M.R., 1977;
- Gaetano Salvemini e la regione Calabria, Reggio Cal., Ed. Historica, 1988;
- Nicola Putortì, Reggio Cal., Ed. Historica, s.d., (ma 1999-2003).